# Рестоака (Бакеу)
Рестоака (рум. Răstoaca) — село у повіті Бакеу в Румунії. Входить до складу комуни Рекечунь.
Село розташоване на відстані 223 км на північ від Бухареста, 27 км на південь від Бакеу, 100 км на південний захід від Ясс, 126 км на північний захід від Галаца, 133 км на північний схід від Брашова.

## Населення
За даними перепису населення 2002 року у селі проживали 100 осіб, усі — румуни. Усі жителі села рідною мовою назвали румунську.